# Laoská hymna
Hymna Laosu je píseň „Pheng Xat Lao“ (laosky ເພງຊາດລາວ, v překladu Hymna laoského lidu). Hudbu složil a původní text napsal Dr. Thongdy Sounthonevichitch (1905–1986) v roce 1941. Hymnou Laosu je od roku 1945 nebo 1947.[zdroj?]
Původní slova byla po založení komunistické Laoské lidově demokratické republiky roku 1975 přepsána verzí od Sisana Sisane. V rámci změny se již text nezaměřoval jen na etnikum Lao a buddhismus, ale jmenoval i ostatní etnika Laosu.